# Internationale Friedensfahrt 1955

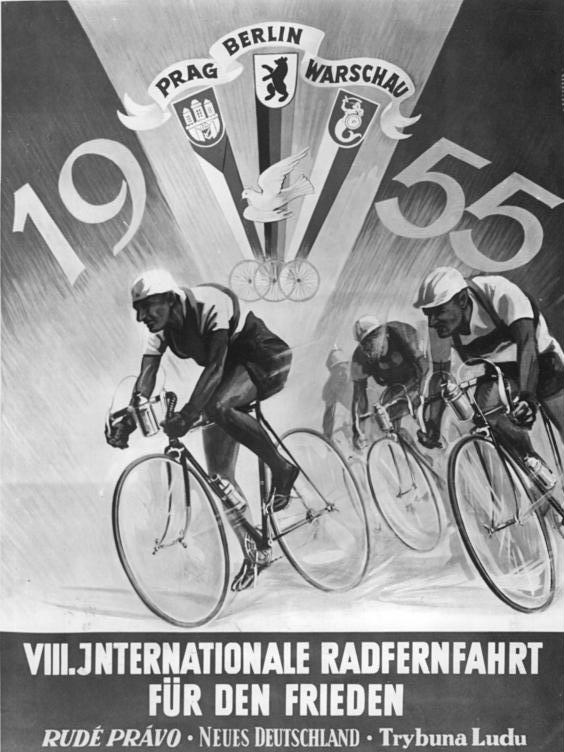
Werbeplakat

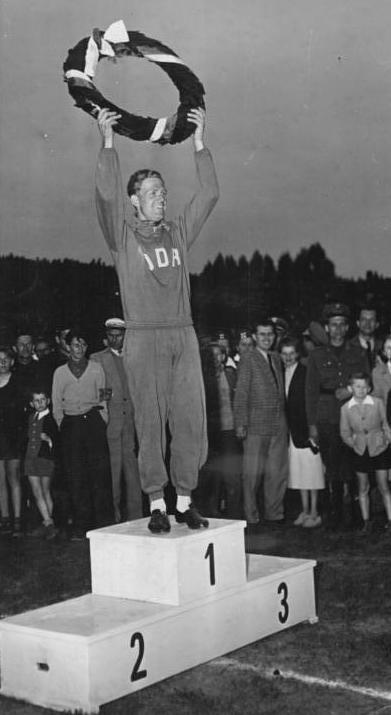
Der Gesamtsieger Gustav-Adolf Schur bei der Siegerehrung, 18. Mai 1955

Die Internationale Friedensfahrt 1955 (Course de la paix), ein Dreiländer-Etappenrennen, führte vom 2. bis 17. Mai 1955 von Prag über Ost-Berlin nach Warschau. Die zum achten Mal ausgetragene Rundfahrt wurde von dem DDR-Fahrer Gustav-Adolf Schur gewonnen. Die Tschechoslowakei holte sich den Sieg in der Mannschaftswertung.

## Teilnehmer
An der achten Friedensfahrt beteiligten sich 106 Fahrer, die in 18 Mannschaften zusammengefasst waren. In der Regel bestand jedes Team aus sechs Aktiven, lediglich Albanien und Norwegen verzichteten jeweils auf einen Startplatz. Gegenüber dem Vorjahr waren Ägypten und Österreich neu dabei, dagegen fehlten die Niederlande und Ungarn. Insgesamt bestand das Teilnehmerfeld aus folgenden Mannschaften:
| - Ägypten - Albanien - Belgien - Bulgarien - Dänemark - DDR - England - Finnland - Frankreich | - Indien - Norwegen - Österreich - Polen - Rumänien - Schweden - Sowjetunion - Tschechoslowakei (CSR) - in Frankreich lebende Polen |

Für die DDR starteten Benno Funda, Wolfgang Grupe, Lothar Meister II, Emil Reinecke, Gustav-Adolf Schur und Detlef Zabel.

## Streckenverlauf

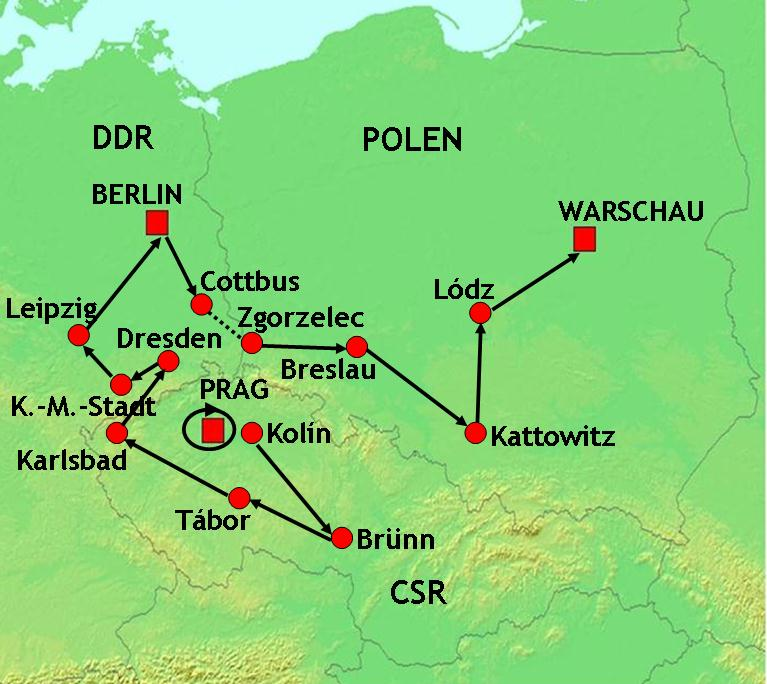
Streckenverlauf

Die 8. Friedensfahrt hatte eine Streckenlänge von 2214 Kilometern und war in 13 Etappen unterteilt. Es gab zwei Streckenunterbrechungen: Nach der ersten Etappe „Rund um Prag“ wurde das Rennen im 50 Kilometer entfernten Kolín fortgesetzt. Eine weitere Unterbrechung gab es nach der neunten Etappe, als das Fahrerfeld zum zehnten Tagesabschnitt 90 Kilometer zum polnischen Zgorzelec überbrücken musste. Die längste Etappe führte am vierten Renntag von Tábor nach Karlsbad. Nur 103 Kilometer wurden auf der sechsten und kürzesten Etappe von Dresden nach Karl-Marx-Stadt gefahren. Auf dem ersten Drittel der Friedensfahrt wurden bis auf die erste Etappe zwischen Kolín und Dresden ausschließlich Bergetappen gefahren.

## Rennverlauf

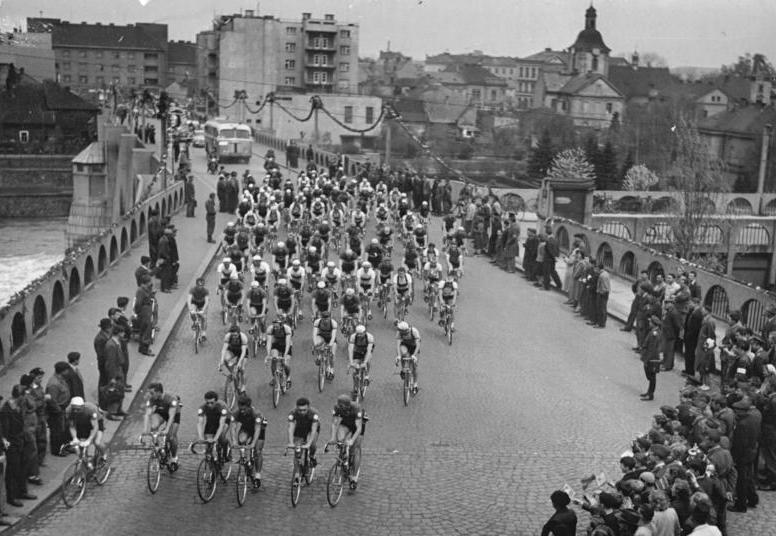
Fahrt durch Kolín

Die Tour wurde von dem Fahrertrio Stan Brittain, Gustav-Adolf Schur und Jan Veselý beherrscht. Als erster Aktiver machte der Engländer Stan Brittain seinen Anspruch auf den Gesamtsieg geltend. Auf der dritten Etappe bestimmte er lange Zeit das Rennen und übernahm schließlich nach einem fünften Platz das Gelbe Trikot des Gesamtführenden. Er profitierte unter anderem vom Sturz des bisherigen Spitzenreiters Jan Kubr aus der CSR. Brittain verlor die Führung wieder auf der siebten Etappe, als er eine elfköpfige Spitzengruppe ziehen lassen musste, aus der der DDR-Fahrer Gustav-Adolf Schur und der Belgier Joseph Verhelst die Plätze eins und zwei erspurteten. Brittain verlor in der Gesamtwertung, nun angeführt von Verhelst, über vier Minuten. Verhelst verlor einen Tag später den Anschluss an die Spitzengruppe und elf Minuten auf den neuen Träger des Gelben Trikots, Gustav-Adolf Schur. Dieser führte nun mit vier Minuten vor Brittain und dem Tschechoslowaken Jan Veselý. Dieses Trio blieb bis zum Ende der Tour zusammen, wobei es Veselý noch gelang, an Brittain vorbeizuziehen und sich in der Endwertung den zweiten Platz hinter Schur zu sichern. Schur gewann die 8. Friedensfahrt souverän mit einem Vorsprung von 8:28 Minuten und wurde als erster DDR-Friedensfahrtsieger gefeiert. Von den 106 gestarteten Fahrern erreichten 80 das Ziel Warschau.
In der Mannschaftswertung kam es zu einem Durchmarsch der tschechoslowakischen Mannschaft, deren Fahrer von der zweiten bis zur letzten Etappe die Wertung anführten. Der CSR konnte das DDR-Team mit zuletzt elf Minuten Rückstand noch einigermaßen folgen, Bulgarien als Dritter hatte bereits einen Rückstand von einer Stunde und 15 Minuten. Das Co-Gastgeberland Polen musste sich mit einem enttäuschenden sechsten Platz zufriedengeben. Ägypten. Indien und Norwegen kamen nicht in die Wertung, da sie während des Rennens mehr als drei Fahrer verloren hatten.
| Etappe | Start – Ziel              | Etappen- länge | Etappensieger                   | Zeit (h) | km/h |
| 01.    | Rund um Prag              | 120 km         | Maurice Boeckx (Belgien)        | 3:14:34  | 36,6 |
| 02.    | Kolín – Brünn             | 185 km         | Jan Kubr (CSR)                  | 4:47:22  | 38,5 |
| 03.    | Brünn – Tábor             | 175 km         | Zdeněk Klich (CSR)              | 5:07:35  | 33,9 |
| 04.    | Tábor – Karlsbad          | 215 km         | Josef Křivka (CSR)              | 6:22:18  | 33,6 |
| 05.    | Karlsbad – Dresden        | 175 km         | Joseph Verhelst (Belgien)       | 4:30:14  | 39,9 |
| 06.    | Dresden – Karl-Marx-Stadt | 103 km         | Pierre Gouget (Frankreich)      | 2:50:42  | 36,4 |
| 07.    | Karl-Marx-Stadt – Leipzig | 206 km         | Gustav-Adolf Schur (DDR)        | 5:24:54  | 37,9 |
| 08.    | Leipzig – Ost-Berlin      | 200 km         | Benno Funda (DDR)               | 5:15:16  | 37,9 |
| 09.    | Ost-Berlin – Cottbus      | 126 km         | Jan Veselý (CSR)                | 2:56:11  | 42,7 |
| 10.    | Zgorzelec – Breslau       | 174 km         | Jan Veselý (CSR)                | 4:28:34  | 38,7 |
| 11.    | Breslau – Kattowitz       | 200 km         | Maurice Van Der Daele (Belgien) | 4:55:21  | 40,5 |
| 12.    | Kattowitz – Łódź          | 205 km         | Gustav-Adolf Schur (DDR)        | 5:25:48  | 37,8 |
| 13.    | Łódź – Warschau           | 130 km         | Joseph Verhelst (Belgien)       | 3:11:29  | 40,6 |

## Endresultate

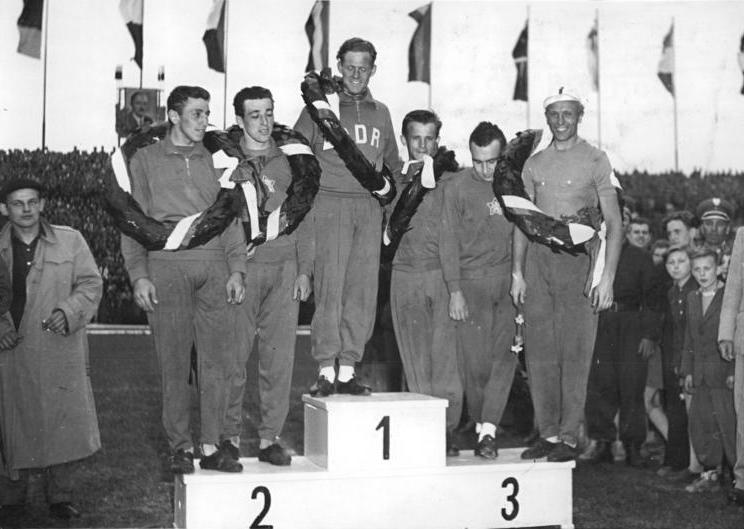
Täve Schur mit der siegreichen Mannschaft der Tschechoslowakei

| Einzelwertung | Einzelwertung      | Einzelwertung | Einzelwertung |
| ------------- | ------------------ | ------------- | ------------- |
|               | Fahrer             | Mannschaft    | Zeit (h)      |
| 01.           | Gustav-Adolf Schur | DDR           | 58:51:20      |
| 02.           | Jan Veselý         | CSR           | 58:59:48      |
| 03.           | Stan Brittain      | England       | 59:02:34      |
| 04.           | Karl-Magnus Amell  | Schweden      | gleiche Zeit  |
| 05.           | Stanisław Królak   | Polen         | 59:03:10      |
| 06.           | Joseph Verhelst    | Belgien       | 59:03:24      |
| 07.           | Viktor Werschinin  | Sowjetunion   | 59:07:41      |
| 08.           | Frans van Looveren | Belgien       | 59:12:19      |
| 09.           | Detlef Zabel       | DDR           | 59:12:39      |
| 10.           | Christian Pedersen | Dänemark      | 59:15:13      |
| 11.           | Lothar Meister II  | DDR           | 59:20:14      |
| 12.           | Paul Nyman         | Finnland      | 59:26:14      |
| 0 …           |                    |               |               |
| 20.           | Emil Reinecke      | DDR           | 60:01:35      |
| 26.           | Wolfgang Grupe     | DDR           | 60:16:50      |
| 36.           | Benno Funda        | DDR           | 60:44:11      |
| 0 …           |                    |               |               |
| 80.           | Dhana Singh        | Indien        | 87:15:58      |

| Mannschaftswertung | Mannschaftswertung                     | Mannschaftswertung | Mannschaftswertung |
| ------------------ | -------------------------------------- | ------------------ | ------------------ |
|                    | Mannschaft                             | Zeit               |                    |
| 01.                | Tschechoslowakei                       | 176:45:17          |                    |
| 02.                | DDR                                    | 176:56:33          |                    |
| 03.                | Bulgarien                              | 178:00:18          |                    |
| 04.                | Sowjetunion                            | 178:01:22          |                    |
| 05.                | Belgien                                | 178:05:55          |                    |
| 06.                | Polen                                  | 178:06:11          |                    |
| 07.                | Dänemark                               | 178:40:56          |                    |
| 08.                | Schweden                               | 179:49:01          |                    |
| 09.                | Frankreich                             | 180:01:19          |                    |
| 10.                | Rumänien                               | 180:06:08          |                    |
| 11.                | Frankreich-Polen                       | 182:23:26          |                    |
| 12.                | Finnland                               | 182:28:45          |                    |
| 13.                | England                                | 182:37:29          |                    |
| 14.                | Österreich                             | 192:56:55          |                    |
| 15.                | Albanien                               | 205:53:40          |                    |
|                    | ausgeschieden: Ägypten Indien Norwegen |                    |                    |

## Fahrerdaten
1. ↑  Zdeněk Klich → Radsportseiten 42660
  - 1954 – 02. in der 11. Etappe Friedensfahrt
  - 1955 – 03. in der 8. Etappe Friedensfahrt
  - 1955 – 02. in der 12. Etappe Friedensfahrt
2. ↑  Josef Křivka → Radsportseiten 42662
  - 1956 – 02. in der 4. Etappe Friedensfahrt
  - 1956 – 03. in der 12. Etappe Friedensfahrt
  - 1958 – Sieger in der Gesamtwertung Košice–Tatry–Košice (Slowakei)